# Roundup
Pour les articles homonymes, voir roundup (homonymie).
Roundup est le nom commercial d'un herbicide produit par la compagnie américaine Monsanto et commercialisé depuis 1975, utilisé en épandage ou en pulvérisateur manuel. Cet herbicide non sélectif, d'où le qualificatif d’« herbicide total », avait pour substance active (herbicide) le glyphosate, associée à un surfactant. Il est l'herbicide le plus vendu au monde.
C'est un produit toxique, irritant et écotoxique. Il est également dangereux pour la reproduction des abeilles.
Selon le Centre international de recherche sur le cancer (CIRC), c'est un cancérogène probable. Cet avis est également partagé par l'INSERM, et plusieurs études universitaires mais pas par d'autres agences sanitaires internationales qui se sont prononcées,.
Son usage massif par les agriculteurs depuis la fin des années 1990 a conduit à l'apparition croissante de mauvaises herbes qui sont désormais résistantes au glyphosate. 
En France, une loi interdisant la vente libre de glyphosate aux particuliers a été adoptée le 1er janvier 2019. La commercialisation de la marque se poursuit pour les non-professionnels sous le nom Roundup avec une formule désormais sans glyphosate. Mais à l'automne 2023, la Commission européenne vote la prolongation de son usage pour dix ans, s'appuyant sur un rapport de l'EFSA qui conclut à l'absence de « point de préoccupation majeure »,. Plusieurs ONG françaises saisissent la justice européenne afin de contester cette décision.
La marque Roundup a été rachetée par le groupe Bayer en 2018 mais elle est exploitée sous licence pour le marché des particuliers par la société Evergreen Garden Care,,.

## Utilisation
Le Roundup est un herbicide systémique non sélectif ; son caractère systémique fait que, lors d'une pulvérisation, le glyphosate est efficace même si la pulvérisation n’a atteint qu’une partie de sa cible (la plante).
Ce produit peut être utilisé associé à des cultures génétiquement modifiées (OGM) pour y résister, comme le soja « Roundup Ready ».
Sur des grandes surfaces de culture, dans les pays et lieux où cela est autorisé, il peut être diffusé par épandage aérien.
Il est aussi couramment utilisé comme désherbant domestique et urbain.

## Modalité d'action sur la plante
Grâce au surfactant qui lui est associé dans la formulation commerciale, le glyphosate, sa substance active, pénètre à travers les organes aériens de la plante, même quand celle-ci est protégée par une cuticule cireuse.
En effet, les surfactants sont utilisés dans les formulations de lessive pour le dégraissage. La cuticule cireuse est quant à elle composée de dépôts successifs de cire enrobée dans une couche d'acides gras hydrophobes dont un des rôles physiologiques principaux est lié à sa nature hydrophobe. Attaqués par les surfactants, les acides gras et les cires n'assurent plus la protection et laissent passer le principe actif dans la sève.
Véhiculé par la sève, il migre de son point de pénétration jusqu’aux points de croissance (apex, méristèmes) et à travers toute la plante (tige, feuilles, racines) jusqu'aux cellules.
Au niveau de la membrane cellulaire (bicouche phospholipidique) qui protège la cellule, les surfactants peuvent de nouveau exercer leur action de dégraissage et permettre la pénétration des actifs au cœur de la cellule. C'est le principe utilisé par les collégiens qui, prélevant des cellules épithéliales extraient l'ADN en dissolvant les parois cellulaires dans du liquide vaisselle.
Le glyphosate bloque alors la synthèse des acides aminés aromatiques au niveau de tous les organes de réserve (feuille, rhizome, bulbe).

## Écotoxicité
Elle est principalement liée à la toxicité directe du produit pour les plantes et les algues, mais le surfactant pourrait aussi être un facteur d'écotoxicité.
Des études notamment au Canada, montrent une augmentation de la concentration des sols en phosphore.
Pour les algues le problème est complexe puisque certaines algues ont aussi développé des résistances au Glyphosate (ibidem).
En France, des études montrent la présence de Glyphosate dans de nombreux cours d'eau (plus de 40 % des cours d'eau pour une étude publiée par Génération Futures en 2019). Il y a néanmoins une incertitude sur les éléments mesurés, des syndicats d'agriculteurs pointant trois sources possibles aux AMPA. D'autres études montrent enfin la présence non négligeable de traces dans les cheveux de personnalités du monde écologique : la présence du glyphosate dans la vie quotidienne est telle que même leur mode de vie ne suffit pas à les en tenir à l'abri, ce qui pourrait remettre en cause l'évaluation de la présence et de la rémanence du produit sur le territoire.

## Toxicité
Le problème est triple, du principe actif, des adjuvants et de la synergie des deux (voir ci-dessus).
Les adjuvants (surfactants) en eux-mêmes sont actifs contre la paroi cellulaire et donc nocifs une fois passées les premières barrières (épiderme). Ils sont ajoutés à la formulation car ils permettent  l'entrée du principe actif, comme pour la plante, principe qui peut alors exprimer sa toxicité. Ils agissent sur la membrane lipidique comme pour une extraction d'ADN.
En termes de toxicité aiguë, le glyphosate seul est réputé très peu actif pour les animaux à sang chaud ; cependant ajouté aux additifs et au surfactant qui composent le Roundup, il forme un produit irritant, écotoxique et toxique. Mais cette affirmation de faible toxicité du glyphosate seul est contredite par des travaux scientifiques plus récents comme indiqué ci-dessous.
Outre des additifs dits « mineurs » tels que colorant, agents de texture (antimousse, silicone) dont la toxicité est a priori négligeable, les formulations commerciales de concentrés à base de glyphosate (dont fait partie le Roundup) associent deux substances principales qui agissent synergiquement : 
1. La substance active qu'est le glyphosate ; elle constitue environ 41 % du Roundup dans ses formulations historiquement typiques[2]. Le glyphosate est un inhibiteur de l'enzyme énolpyruvate-shikimate-3-phosphate-synthase (EPSPS, qui est responsable de la synthèse des acides aminés aromatiques vitaux chez les plantes et certains organismes dits inférieurs, mais non chez les animaux). Absorbé isolément, le Glyphosate est considéré comme très peu toxique pour les mammifères (DL 50> 5 000 mg/kg chez les rongeurs, soit légèrement plus que le sel)[2]. Le glyphosate a même été testé (administré par voie intraveineuse) chez l'Homme comme un agent anti-fongique, sans toxicité apparente[2]. Ces affirmations sont contestées dans les données toxicologiques listées plus bas ;
2. Un surfactant (tensioactif éthoxylé dit POEA (polyoxyéthylène amine)), à raison de 10 à 20 % du mélange, qui serait responsable des effets toxiques observés des préparations au glyphosate[2],[23].

S'y ajoutent d'éventuelles traces de contaminants liés au processus de fabrication ou de produits de dégradation tels que l'AMPA (produit de dégradation du glyphosate, mais aussi des lessives, ce qui rend difficile l'estimation de sa responsabilité) ou l'isopropylamine.
La proportion de ces substances peut varier suivant les formulations commerciales.

### Données toxicologiques
Le Roundup est un toxique probable pour l'Homme,. Les formulations commerciales sont connues pour provoquer des symptômes graves (« défaillance multiviscérale avec collapsus cardiovasculaire rebelle ») en cas d'ingestion intentionnelle (lors de tentatives de suicide par exemple), supposément en raison de la toxicité du surfactant ou d'une synergie avec ce produit.
En outre, certains auteurs ont estimé que le glyphosate ou le surfactant peuvent aussi entraver la fonction mitochondriale.
En 2001, sur la base de l'inhibition de la stéroïdogénèse chez des cellules de Sertoli en culture exposées au Roundup, une étude a suggéré que le glyphosate soit aussi un « perturbateur endocrinien ». Il semble mimer les effets d'un anti-androgène, en affectant la protéine StAR ainsi que l'expression et l'activité d'un enzyme important (l'aromatase).
Une autre étude (postérieure[Quand ?]) a montré une cytotoxicité directe induite par l'agent tensio-actif, effet par ailleurs depuis démontré, avec une grande variété d'autres molécules tensioactives. On trouve d'ailleurs dans la littérature toxicologique des rapports de cas occasionnels d'ingestion de tensioactif (dont shampooings et produits nettoyants) ayant produit un tableau clinique semblable à ceux observés en cas d'absorption orale de formulations commerciales du glyphosate. Ces produits contenant souvent une petite quantité de biocides (agents conservateurs ou désinfectants), il reste difficile de préciser les réactions de causes à effet et de garantir qu'il n'y a pas eu d'éventuelles synergies entre le surfactant et le biocide.
De plus, Goldstein et al soulignent que de nombreux herbicides, en particulier ceux n'ayant pas de cible spécifique chez les mammifères, présentent néanmoins une très faible toxicité (intrinsèque) pour les mammifères ; et ils montrent aussi une « toxicité importante lors d'ingestion de préparations commerciales ». Quelques données suggèrent que - malgré leurs poids moléculaire élevé (qui empêche un passage transcutané), de nombreux tensioactifs présentent une biodisponibilité qui devient considérable quand ils sont absorbés par voie orale. La toxicité de formulations commerciales du glyphosate pourrait résulter d'une phosphorylation oxydative mitochondriale induite ou permise par le tensioactif ; effet qui a été observé avec plusieurs types de tensioactifs.
Plus récemment (2007), une étude conduite par des vétérinaires et physiologistes de l'université de l'Illinois et de l'université d'État du Minas Gerais (Brésil) montre qu'il a des effets néfastes sur la reproduction animale en affectant à la fois la synthèse des androgènes et des œstrogènes. Cette hypothèse a été testée en étudiant les effets in vivo du Roundup sur les testicules et l'épididyme du Canard colvert (Anas platyrhynchos). L'exposition des canards mâles à l'herbicide a entraîné des modifications dans la structure du testicule et dans la région de l'épididyme. Elle a aussi modifié les taux sériques de testostérone et d'estradiol, avec des changements observés (limités au testicule) dans l'expression des récepteurs aux androgènes.
Les effets néfastes les plus visibles concernaient les canaux efférents (canalicules efférents proximaux) et les conduits de l'épididyme, ce qui suggère une plus grande sensibilité de ces deux zones au sein des organes génitaux masculins. De plus, les effets étaient généralement dose-dépendants. Les auteurs en ont conclu que le Roundup « peut causer des troubles dans la morphophysiologie de l'appareil génital masculin chez l'animal ».
En 2007 également, une étude de l'université de Caen, publiée dans Chemical Research in Toxicology fin décembre 2008, met en évidence l'impact de diverses formulations et constituants de cet herbicide sur des lignées cellulaires humaines (cellules néonatales issues de sang de cordon, des cellules placentaires et de rein d'embryon).
Les auteurs signalent diverses atteintes de ces cellules humaines (nécrose, asphyxie, dégradation de l'ADN, etc.), induites soit par le glyphosate, soit par un produit de sa dégradation (AMPA), soit par un adjuvant (POEA) qui facilite son incorporation par les plantes cibles, soit par des formulations commerciales de l'herbicide,. Cette étude a été critiquée par l'AFSSA notamment pour des raisons méthodologiques et pour l'interprétation des résultats fin mars 2009. L'agence estime que « les auteurs [de l'étude] sur-interprètent leurs résultats en matière de conséquences sanitaires potentielles pour l’homme, notamment fondées sur une extrapolation in vitro-in vivo non étayée ».
Une étude de 2015 montre que l'analyse du transcriptome reflète les dommages hépatiques et rénaux sur des rats exposés de façon chronique à une dose très faible de Roundup (le transcriptome étant l'ensemble des transcrits des cellules d'un organisme, d'un tissu ou d'un organe (ici foie, rein), les transcrits étant les molécules intermédiaires entre les gènes et les protéines).

### Glyphosate
L'Agence américaine de protection de l’environnement détaille les effets nocifs sur la santé que pourrait provoquer l’exposition à de fortes doses de cette substance : « Congestion des poumons, accélération du rythme de la respiration » à court terme, « endommagement des reins, effets sur la reproduction » à long terme. Le glyphosate et certains de ses métabolites secondaires (AMPA), se retrouvent dans les eaux de certaines régions françaises (55 % des nappes superficielles et 2,7 % des nappes souterraines),,.
Le 20 mars 2015, le Centre international de recherche sur le cancer (CIRC) a publié une monographie classant le glyphosate parmi les « cancérogènes probables ou possibles » pour l’Homme (précisément dans le Groupe 2A des cancérogènes probables, de la classification du CIRC ; le Groupe 2B contient les cancérogènes possibles, le Groupe 1 les cancérogènes avérés). Cette classification repose sur des indications limitées de cancérogénicité chez l’homme et des indications suffisantes de cancérogénicité chez l’animal de laboratoire. L’évaluation des risques a été faite à partir d’études sur les expositions agricoles menées aux États-Unis, au Canada et en Suède.
Une vaste étude prospective au financement public publiée en 2017 ne révèle aucune association entre le glyphosate et les cancers.
Une étude récente de chercheurs de l'université du Texas à Austin publiée dans la dernière édition de la revue Proceedings of the National Academy of Sciences(PNAS) montre que le glyphosate peut augmenter la mortalité des abeilles (Apis mellifera) en agissant sur leur flore intestinale.

## Succès commercial
Les spécialités commerciales « Roundup » ont été popularisées et sont largement utilisées en agriculture et dans les conflits armés en milieux forestiers.

### Plan Colombie
Il est utilisé en Colombie par le gouvernement, appuyé par les États-Unis, dans le plan Colombie, officiellement pour détruire les champs de coca, mais détruit également d'importantes portions de la forêt amazonienne. Il a été interdit par l'État colombien en 2015, puis de nouveau redémarré en 2021, à la suite de l'incitation par les présidents américains, Donald Trump en 2020, puis Joe Biden, au début de son mandat en 2021. Ces fumigations de glyphosate touchent également les petits paysans équatoriens frontaliers.

### Roundup Ready
À partir de 1996, Monsanto a développé les cultures Roundup Ready dans lesquelles un gène a été introduit, qui leur permet de résister au Roundup, auquel elles doivent être associées. Beaucoup d'agriculteurs utilisent cette technique car elle est beaucoup plus simple pour le désherbage des cultures concernées : maïs, soja. L'attrait des paysans pour une culture présentée comme exigeant moins d'épandage de produits phytosanitaires, donc plus rentable s'est révélé, selon certaines personnes, catastrophique : problèmes sanitaires, érosion et asphyxie des sols, maladies humaines et animales, monoculture, dépendance vis-à-vis de Monsanto, etc.
Cependant, certains problèmes étaient déjà très présents avant l'introduction du soja RR : la surface était déjà de 6M d'hectares (contre 15 aujourd'hui), la répartition était déjà inégale, la monoculture intensive, les traitements sans précaution exposaient déjà les travailleurs et les riverains à des doses massives de produits phytopharmaceutiques. De plus la dépendance à Monsanto est relative : la plupart des producteurs argentins achètent des semences de contrebande et Monsanto récupère peu de royalties en Argentine, à tel point qu'ils avaient réduit leur investissement en 2004, quand le marché noir représentait 60 % des semences vendues en Argentine. Par ailleurs, le glyphosate est libre de droit, de nombreuses préparations concurrentes au Round Up sont disponibles sur le marché.
Le prix du Roundup a augmenté ces dernières années, il devrait rapporter 1,7 à 1,8 milliard de dollars à Monsanto en 2008. L'entreprise semble avoir des problèmes de capacité de production, et elle a aussi fait face à l'augmentation des cours du pétrole qui a globalement fait augmenter le coût des intrants, aussi bien des engrais que des produits de traitement.
Selon Le Canard enchaîné, l'autorisation de mise sur le marché français pourrait être entachée d'illégalité faute d'avoir mentionné le POEA, un autre composant essentiel, augmentant la pénétration du pesticide dans les cellules de la plante. Monsanto déclare ne pas utiliser cet adjuvant, qui n'est pas clairement défini par Gilles-Éric Séralini et rappelle au passage que seules les formulations commerciales sont homologuées[pas clair]. Le 18 novembre 2009, le Mouvement pour les droits et le respect des générations futures et un agriculteur bio « demandent au ministère de l'Agriculture le « retrait immédiat » de deux herbicides Roundup (Monsanto), dénonçant une différence entre les produits testés et les formules déclarées dans le cadre des autorisations de mise sur le marché ». Le rapport de l'AFSSA (voir section toxicité) considère que l'effet du POEA n'est pas suffisant pour justifier un changement de législation.
En janvier 2014, dans une étude cosignée avec le CRIIGEN et publiée dans la revue Biomed Research International, Gilles-Éric Séralini affirme « que les produits tels qu’ils étaient vendus aux jardiniers, aux agriculteurs, étaient de 2 à 1 000 fois plus toxiques que les principes actifs qui sont les seuls à être testés in vivo à moyen et long terme ». Selon lui, le Roundup serait le plus toxique des neuf pesticides testés.

## Interdiction de la vente libre aux particuliers en France
Le 15 juin 2015, la ministre de l'écologie de France annonce qu'elle souhaite mettre en place une interdiction de la vente libre aux particuliers du désherbants Roundup contenant du glyphosate, dès le 1er janvier 2016. En mars 2016, l'interdiction n'était pas réellement effective.
Au niveau de l'Union européenne, l’autorisation du glyphosate expirait en juin 2016 et aurait pu ne pas être renouvelée.
Le 6 juin 2016, après vote des États membres, l'autorisation de mise sur le marché européen n'est dans un premier temps pas renouvelée. La proposition de la Commission Européenne ne rassemble alors que 52 % des voix alors que 65 % étaient nécessaires.
Le 29 juin 2016, l'autorisation de mise sur le marché européen est finalement renouvelée pour une période de 18 mois. L'exécutif européen dit avoir « décidé de prolonger l’autorisation du glyphosate pour une période limitée, jusqu’à ce que l’Agence européenne des produits chimiques publie son avis, au plus tard à la fin de 2017 ».
Le 1er janvier 2019, le Roundup est finalement interdit à la vente aux particuliers. 
Un produit appelé Roundup est de nouveau commercialisé à l'intention des particuliers depuis le début des années 2020. Ce produit ne contient plus de glyphosate, mais son action repose sur l'acide acétique (du vinaigre) comme principe actif.

## Condamnations par la justice

voies de dégradation du glyphosate dans le sol

En janvier 2007, la société Monsanto fut condamnée par le tribunal correctionnel de Lyon pour publicité mensongère relative au produit Roundup. Quelques années auparavant, la firme avait déjà fait l'objet d'une condamnation aux États-Unis pour le même motif. Depuis, il n'est plus possible pour Monsanto d'indiquer que le Roundup est un produit sans risque pour l'environnement. Le terme biodégradable sur l'étiquette des produits est fortement limité par le jugement américain. La condamnation a été confirmée en appel le 29 octobre 2008 et Monsanto a été condamnée à verser une amende de 15 000 euros.
L'État de New York a jugé que la mention biodégradable ne pouvait être utilisée sans preuve que ce processus soit effectué dans des délais raisonnables (« a reasonably short period of time »).
Le fait est que le glyphosate serait selon Monsanto rapidement dégradé (des bactéries du genre Pseudomonas pourraient dégrader le glyphosate en  glycine, en passant par un intermédiaire, la sarcosine CH3NHCH2CO2−), ses produits de dégradation dont l'AMPA s'accumulent en cas d'usage excessif dans les nappes phréatiques.
Le glyphosate est également mis en cause dans l'apparition de la maladie cœliaque, qui provoque l'intolérance au gluten.
Le 10 août 2018, Monsanto a été condamné par le jury d'un tribunal de San Francisco aux États-Unis, à payer près de 290 millions de dollars de dommages, car jugeant ne pas avoir assez informé de la potentielle dangerosité de son herbicide « Roundup », dont le tribunal a pris la décision d'estimé qu'elle pouvait être à l'origine du cancer (lymphome non-hodgkinien) de Dewayne Johnson, un jardinier américain. La firme a annoncé son intention de faire appel de cette décision. la Firme est de nouveau condamnée devant la cour d'appel de Californie le 21 juillet 2020. Toutefois, si la responsabilité de l'entreprise et du groupe Monsanto a été confirmée, le montant des sanctions a été réduit à 20,4 millions de dollars.

### «Monsanto papers»
À l'occasion du procès des documents provenant de la firme Monsanto ont été déclassifiés et prouvent la désinformation organisée autour du glyphosate. Le Monde publie « comment la puissante firme américaine a fait paraître des articles coécrits par ses employés et signés par des scientifiques pour contrer les informations dénonçant la toxicité du glyphosate », notamment ceux écrits par Séralini.
La Californie a décidé en 2017 que ce pesticide devait porter une étiquette le qualifiant de « cancérigène probable », reflétant les conclusions du Centre international de recherche sur le cancer de l'Organisation mondiale de la santé, présentées deux ans plus tôt. Mais l'Agence de protection de l'environnement (EPA) a retoqué cette décision en août 2019, estimant qu'il est « irresponsable d'exiger la pose d'étiquettes inexactes sur des produits ».
Le consortium présenté par l'ANSES le 30 avril 2020 pour l'étude en vue de la réhomologation du Roundup en 2020 jette finalement l'éponge à la suite de la mise au jour de conflits d'intérêts non déclarés.

## Apparition de végétaux résistants
L’utilisation intensive du Roundup par les agriculteurs américains a mené à l’apparition rapide d'une dizaine de nouvelles variétés d'adventices dont la Vergerette, l'Ambrosia trifida, l'amarante (Amaranthus palmeri) et la Coca, résistantes au glyphosate, et ce, par sélection naturelle, principalement sur le continent américain, condamnant paradoxalement ainsi d'importantes surfaces à supporter ces seules plantes.
En milieu aquatique, des algues ont aussi développé des résistances (cf. ci-dessus).

## Dans la culture
- Roundup est le titre d'une des chansons de l'album Verdure et Libido de Billy Ze Kick et les Gamins en Folie, sorti en 2001.